# Reality (canção de Richard Sanderson)
"Reality" é uma canção composta em 1980 pelo francês Vladimir Cosma (que usou o pseudônimo de Jeff Jordan), interpretada pelo cantor britânico Richard Sanderson.
Fez parte da trilha sonora do filme La Boum, que lançou a atriz Sophie Marceau para o cinema, e no Brasil integrou a trilha internacional da novela Baila Comigo, da Rede Globo, como tema dos personagens João Victor (Tony Ramos) e Mira (Lídia Brondi).
Durante 3 anos (1980 a 1982) e após o relançamento, em 1987, Reality fez grande sucesso nas rádios da Europa e da Ásia, liderando as paradas musicais em 15 países (incluindo Alemanha, França, Itália, Áustria, Finlândia e Suíça) e vendendo mais de 8 milhões de cópias, tornando-a uma das músicas mais vendidas da história e levando Sanderson a emplacar outros sucessos.

## Desempenho em tabelas musicais
| Tabelas (1981—1987)                         | Posição |
| ------------------------------------------- | ------- |
| Alemanha Ocidental (Official German Charts) | 1       |
| Áustria (Ö3 Austria Top 40)                 | 1       |
| Bélgica (Ultratop 50 Flanders)              | 16      |
| França (SNEP)                               | 1       |
| Itália (AFI)                                | 1       |
| Japão (Oricon)                              | 11      |
| Suíça (Schweizer Hitparade)                 | 1       |

## Certificações
| Região        | Certificação | Vendas    |
| ------------- | ------------ | --------- |
| França (SNEP) | platina      | 1,225,000 |
|               |              |           |